# That '90s Show
That '90s Show är en amerikansk TV-serie från 2023. Serien är en uppföljare till TV-serien That '70s Show. Serien är skapad av Terry Turner, Bonnie Turner, Lindsey Turner och Gregg Mettler.
Serien vars första säsong består av 10 avsnitt hade premiär på strömningstjänsten Netflix den 19 januari 2023.

## Handling
Serien, som utspelar sig sommaren 1995 och år 1996, följer Leia Forman. Leia är dotter till Eric och Donna från originalserien. Under sommarlovet hälsar Leia på hos sin farmor och farfar i Point Place, Wisconsin där hon möter nya kompisar.

## Rollista (i urval)
- Kurtwood Smith – Red Forman
- Debra Jo Rupp – Kitty Forman
- Callie Haverda – Leia Forman
- Ashley Aufderheide – Gwen Runck
- Mace Coronel – Jay Kelso
- Reyn Doi – Ozzie
- Mila Kunis – Jackie Burkhart
- Brian Austin Green – Brian Austin Green
- Laura Prepon – Donna Pinciotti
- Tommy Chong – Leo
- Wilmer Valderrama – Fez